# オペル・モッカ
モッカ/モッカX (MOKKA/MOKKA X)は、オペルが製造・販売しているBセグメント/サブコンパクトクラスのクロスオーバーSUVである。

## 初代（2012-2019年）
2012年のジュネーブモーターショーにてワールドプレミアされ、同年中に発売を開始すると発表。但し英国市場においては他のオペル車同様、ボクスホールブランドでの販売となる。
ビュイック・アンコールとシボレー・トラックス (ホールデン・トラックス)は同じGMグループにおける兄弟車であり、同時に世界戦略車同志でもある。外観デザインは各ブランドの趣向に合わせて変更を受けているものの、基本的なメカニズムは共有する。
オペルのラインナップにおいてはアンタラの下に位置する車種で、4.280mmの全長はアンタラより320mmも短い。
モッカの販売は好調で、2013年4月30日には受注が10万台を突破したことが発表された。ドイツ、ロシア、イギリス、イタリア、フランスで特に人気があるとのことである。この需要に対応するため、GMは7月10日に韓国の富平工場に加えて、スペインのサラゴサ工場でも2014年下半期からモッカの生産を開始することを発表した。同時に富平工場の生産能力の増強も行うとしている。
2016年には改良が施され、フロントマスクを当時のオペルのデザインテーマに沿ったものへと刷新。車名も「モッカX」に変更された。

### メカニズム
プラットフォームはアベオ/ソニックやスパークと同じGMガンマ2を採用し、エンジンは1.4 Lガソリンターボ、1.6 Lガソリン、そして「CDTI」と呼ばれる1.7 Lディーゼルの3種を用意。尚、ディーゼルのみトルク・オン・デマンド方式の4WDも選択可能である。
トランスミッションは1.6 Lには5速MT、1.4 Lと1.7 Lディーゼルには6MTが組み合わされ、1.7 Lディーゼルのみ6速ATも選択可能である。
モッカの特徴の一つとして「FlexFix」と呼ばれる格納式サイクルラックの装備が挙げられる。最大で3台の自転車が搭載可能で、使用しない場合には車体後下部に格納される。このFlexFixはメリーバBなど他のオペル車にも装備されている。

## 2代目（2020- ）
2020年9月2日、電気自動車「モッカ-e」に続き、ガソリンエンジン、ディーゼルエンジンを搭載したモデルを発表。グループPSAがオペルを買収したため、グループPSAが開発したEMP1プラットフォームが採用されたほか、名称が「モッカ」に戻された。イギリスでは先代に引き続き、ボクスホールブランドで販売される。
デザインは、2018年に公開されたコンセプトカー「GT X Experimental」をもとにし、フロントマスクは「OPEL Visor（オペル・バイザー）」と呼ばれるヘッドランプからグリルを一体化したデザインを採用。1970年代に販売されたマンタからインスピレーションを受けており、今後「OPEL Visor」は全てのオペルモデルに採用される予定である。
パワートレインにはガソリンエンジンとディーゼルエンジンを設定。ガソリン車は1.2 L直列3気筒ターボエンジンが搭載され、6速MTを組み合わせる100 hp/205 Nm仕様と、6速MTか8速ATが選択できる130 hp/230 Nm仕様が用意されている。また、ディーゼル車には6速MTを組み合わせ、110 hp/250 Nｍを発揮する1.5 L直列4気筒エンジンを搭載している。
欧州でのグレードは、「ベース（Mokka）」「エディション（Edition）」「エレガンス（Elegance）」「GSライン（GS Line）」「アルティメート（Ultimate）」の5種類。

### モッカ-e（Mokka-e）
2020年6月24日、電気自動車の「モッカ-e（Mokka-e）」を発表。
容量50 kWhのリチウムイオン電池と100 kW (136 hp)/260 Nmを発揮する駆動用モーターを搭載し、航続距離は最大324 km (WLTP3)、最高速度は150 km/hである。
欧州でのグレードは、「ベース（Mokka-e）」「エディション（Mokka-e Edition）」「エレガンス（Mokka-e Elegance）」「GSライン（Mokka-e GS Line）」「アルティメート（Mokka-e Ultimate）」の5種類。

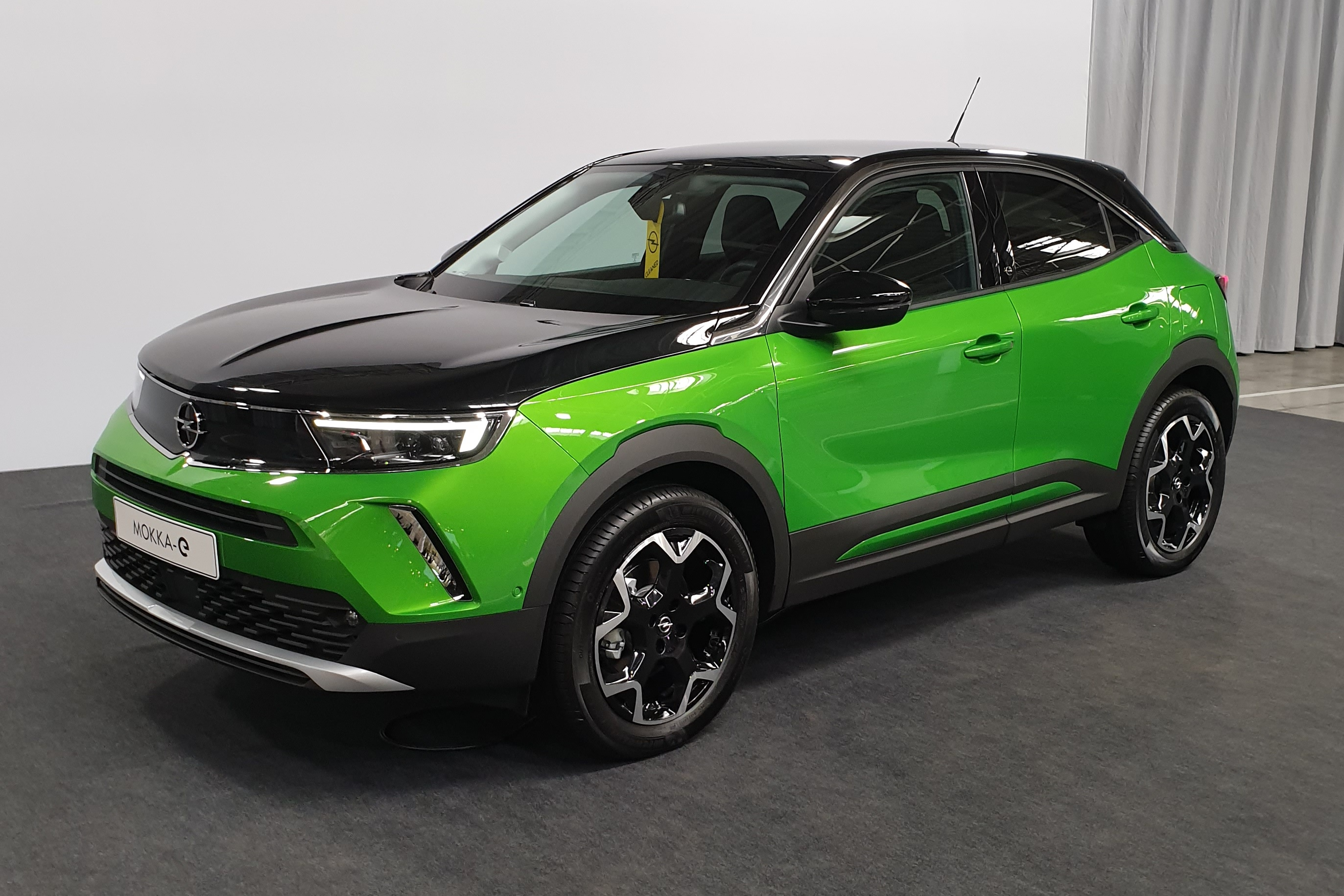
Mokka-e
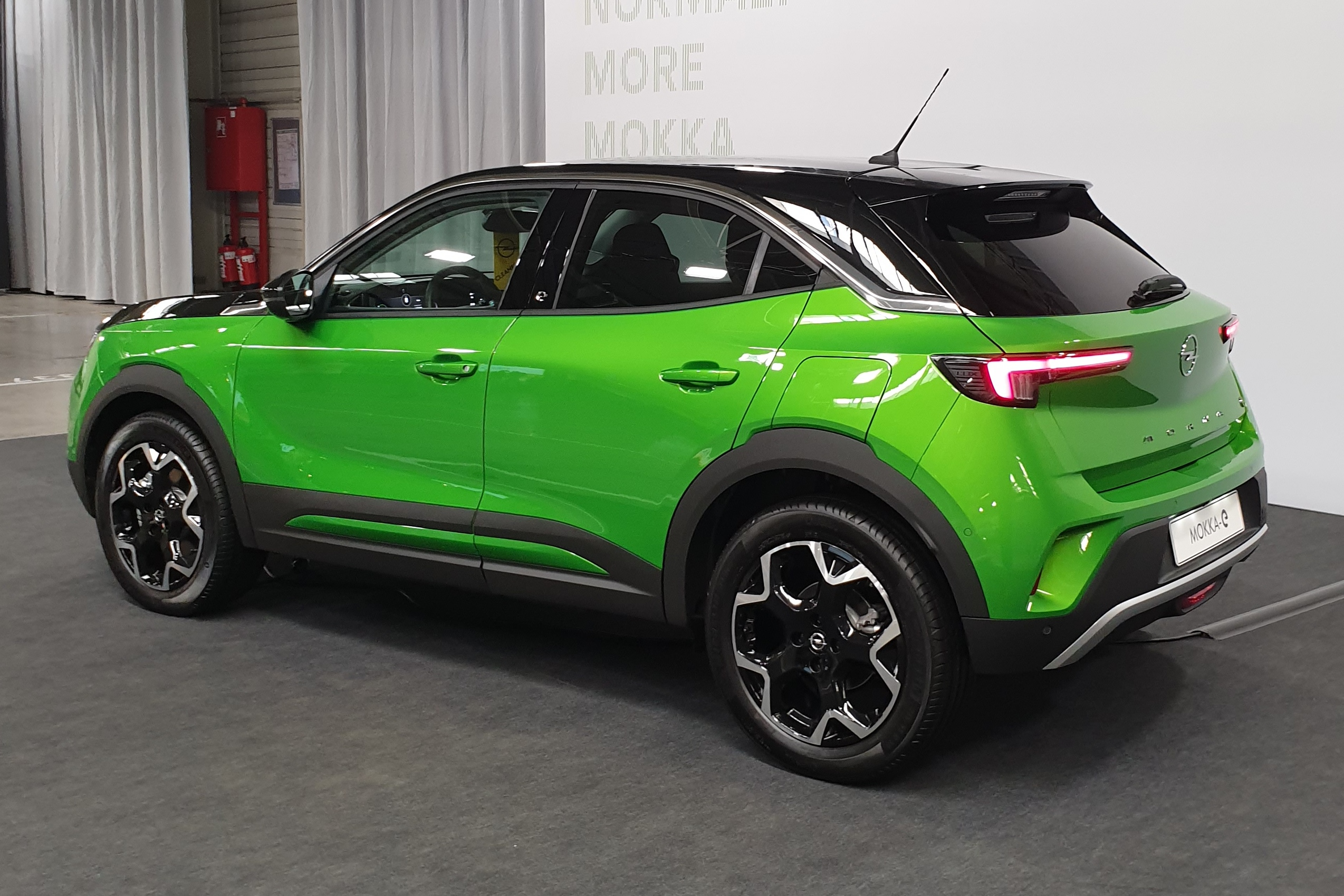
Mokka-e

## 車名
「MOKKA (モッカ)」は、アラビア産のコーヒー豆に由来している。